# 기네쇼촌
기네쇼촌(일본어: 枳根荘村)은 일본 오사카부 노세군·도요노군에 설치되었던 촌이다. 현재의 노세정 서부에 해당한다.